# 정석영
정석영(1993년 4월 12일 ~ )은 대한민국 부산 출신의 테니스 선수이다. 그는 2010년, 17세의 나이에 최연소 국가대표로 선발되어 데이비스 컵 승리를 기록했다. 같은 해 부산 오픈 국제 남자 챌린저 테니스 대회를 통해 프로 선수 경력을 시작했으며, 이후 대한민국 국가대표로 발탁되어 데이비스 컵과 아시안 게임에 출전했다. 또한 도요타 아시아 테니스 선수권 대회 남자 단식에서 금메달을 차지했다.

## 경력
- 2014년 데이비스 컵 남자 테니스 국가대표
- 2013년 중국 동아시아경기대회 남자 국가대표
- 2013년 데이비스 컵 남자 테니스 국가대표
- 2012년 데이비스 컵 남자 테니스 국가대표
- 2012년 토요타 아시아 선수권 대회 국가대표
- 2011년 데이비스 컵 남자 테니스 국가대표
- 2010년 데이비스 컵 남자 테니스 국가대표
- 2010년 광저우 아시안 게임 남자 테니스 국가대표
- 2009년 홍콩 동아시아 경기 대회 남자 국가대표
- 2009년 남자 16세 주니어 데이비스 컵 국가대표
- 2007년 남자 14세 주니어 데이비스 컵 국가대표

## 수상
- 2015 제96회 전국체육대회 단체 1위
- 2015 제70회 한국테니스선수권대회 복식 2위
- 2015 제31회 전국하계대학테니스연맹전 및 제7회 회장기대회 단체3위
- 2015 전국학생테니스선수권대회 겸 2015년도 전국대학대항테니스대회 및 제3회 대학연맹회장기테니스대회 단체 2위
- 2015 제69회 전국춘계대학테니스연맹전 겸 2015년도 전국종별테니스대회 및 제8회 회장기대회 단체2위

- 2014 제95회 전국체육대회 단체 2위
- 2014 제30회 전국하계대학테니스연맹전 및 제6회 회장기대회 대학연맹전 단체 2위
- 2014 제68회 전국춘계대학테니스연맹전 겸 2014년도 전국종별테니스대회 및 제7회 회장기대회 단체2위
- 2014 제68회 전국춘계대학테니스연맹전 겸 2014년도 전국종별테니스대회 및 제7회 회장기대회 단식3위
- 2014 제68회 전국춘계대학테니스연맹전 겸 2014년도 전국종별테니스대회 및 제7회 회장기대회 복식3위
- 2013 태국 창삿 방콕오픈 단식 2위
- 2013 태국 창삿 방콕오픈 복식 2위
- 2013 제94회 전국체육대회 테니스 남자대학부 단체전 1위
- 2013 제6회 동아시아경기대회 테니스 남자 단체전 2위
- 2013 ATP투어 부산오픈 챌린저대회 복식 2위
- 2013 제67회 전국춘계대학테니스연맹전 겸 2013년도 전국종별테니스대회 및 제7회 회장기대회 단체1위
- 2013 제67회 전국춘계대학테니스연맹전 겸 2013년도 전국종별테니스대회 및 제7회 회장기대회 단식1위
- 2013 제67회 전국춘계대학테니스연맹전 겸 2013년도 전국종별테니스대회 및 제7회 회장기대회 복식1위
- 2012 도요타 아시아 테니스선수권대회 남자 단식 1위
- 2012 제93회 전국체육대회 테니스 남자대학부 단체전 1위
- 2012 닝보오픈 챌린저 테니스대회 단식 2위
- 2012 제11차 인도국제남자퓨쳐스테니스대회  단식 2위
- 2012 제10차 인도 국제 남자 퓨처스 테니스대회 단식 1위
- 2012 제10차 인도 국제 남자 퓨쳐스 테니스대회 복식 3위
- 2012 대구국제남자퓨쳐스 테니스대회  복식 2위
- 2012 제66회 전국춘계대학테니스연맹전 겸 2012년도 전국종별테니스대회 및 제5회 회장기대회 단체1위
- 2012 제66회 전국춘계대학테니스연맹전 겸 2012년도 전국종별테니스대회 및 제5회 회장기대회 단식1위
- 2012 제66회 전국춘계대학테니스연맹전 겸 2012년도 전국종별테니스대회 및 제5회 회장기대회 복식1위
- 2012 중국 핑궈국제남자챌린저테니스대회 중국 복식 3위
- 2011 제92회 전국체육대회 테니스 남자고등부 단체전 1위
- 2011 제2차 대만국제남자퓨쳐스테니스대회  복식 2위
- 2010 제91회 전국체육대회 테니스 남자고등부 단체전 1위
- 2010 제36회 대통령기 전국 남녀테니스대회 남자 고등부 단식 1위
- 2010 제3차 태국국제남자퓨처스테니스대회 태국 단식 2위
- 2010 제2차 태국국제남자퓨처스테니스대회 태국 단식 3위
- 2010 제1차 말레이시아국제남자퓨처스테니스대회 말레이시아 복식 3위
- 2010 제6차 중국퓨처스국제남자테니스대회 중국 복식 3위
- 2010 제주국제주니어테니스선수권대회 단식 1위
- 2010 태국 LTAT 국제주니어테니스대회 단식 2위
- 2009 홍콩 동아시아테니스대회 단식 3위
- 2009 제주국제주니어테니스선수권대회 단식 1위
- 2009 제주국제주니어테니스선수권대회 복식 3위
- 2009 태국 LTAT 국제주니어테니스대회 단식 3위
- 2008 태국 메르세데스컵국제주니어테니스대회 복식 1위
- 2008 태국 논타부리국제주니어테니스대회 단식 1위
- 2008 인도네시아 자카르타주니어테니스대회 단식 1위
- 2008 인도네시아 반둥국제주니어테니스대회 단식 1위
- 2008 전국소년체육대회 단체 2위
- 2008 전국종별테니스대회 단식 1위
- 2007 제62회 전국학생테니스선수권대회 단식 3위
- 2007 제42회 전국주니어테니스선수권대회 겸 제15회 한중일주니어종합경기대회 파견평가전 14세부 단식 1위
- 2007 전국종별테니스대회 단식 3위
- 2006 제35회 전국소년체육대회 단체 2위
- 2005 제40회 전국주니어테니스선수권대회 단식 1위